# نکیسی

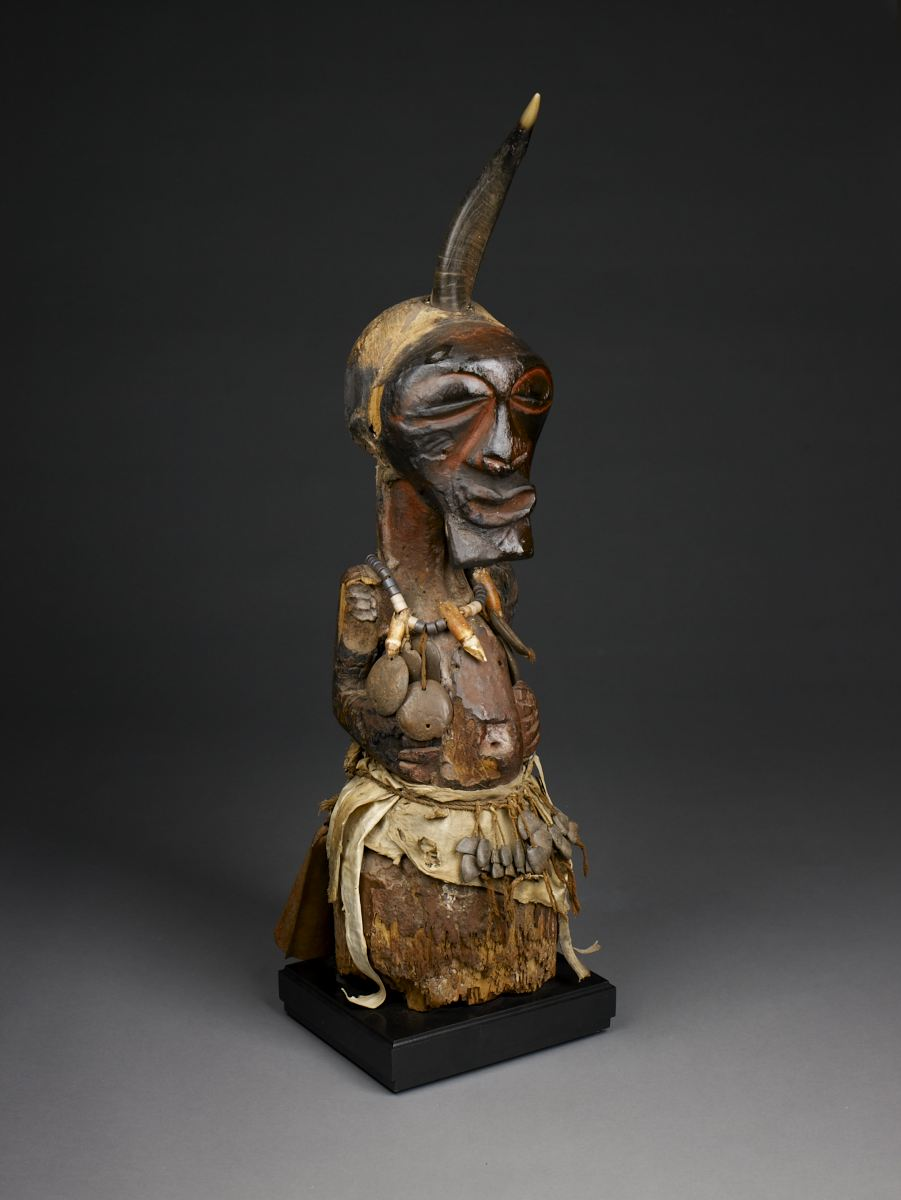
یک نکیسی مذکر مربوط به قوم سونگیه که در کلکسیون موزه هنر بیرمنگهام نگهداری می‌شود.

در فرهنگ بومی آفریقا به ارواح یا اشیائی که حاوی ارواح دانسته می‌شوند نکیسی (انگلیسی: Nkisi) گفته می‌شود. به‌ویژه در حوضه آبریز رود کنگو در مرکز آفریقا اشیای مختلفی حاوی روح و روان دانسته می‌شوند که به آن‌ها نکیسی می‌گویند.
مفهوم و واژه نکیسی به همراه بردگان آفریقایی به قاره آمریکا نیز آورده شده‌است.